# Provincia di Lauricocha

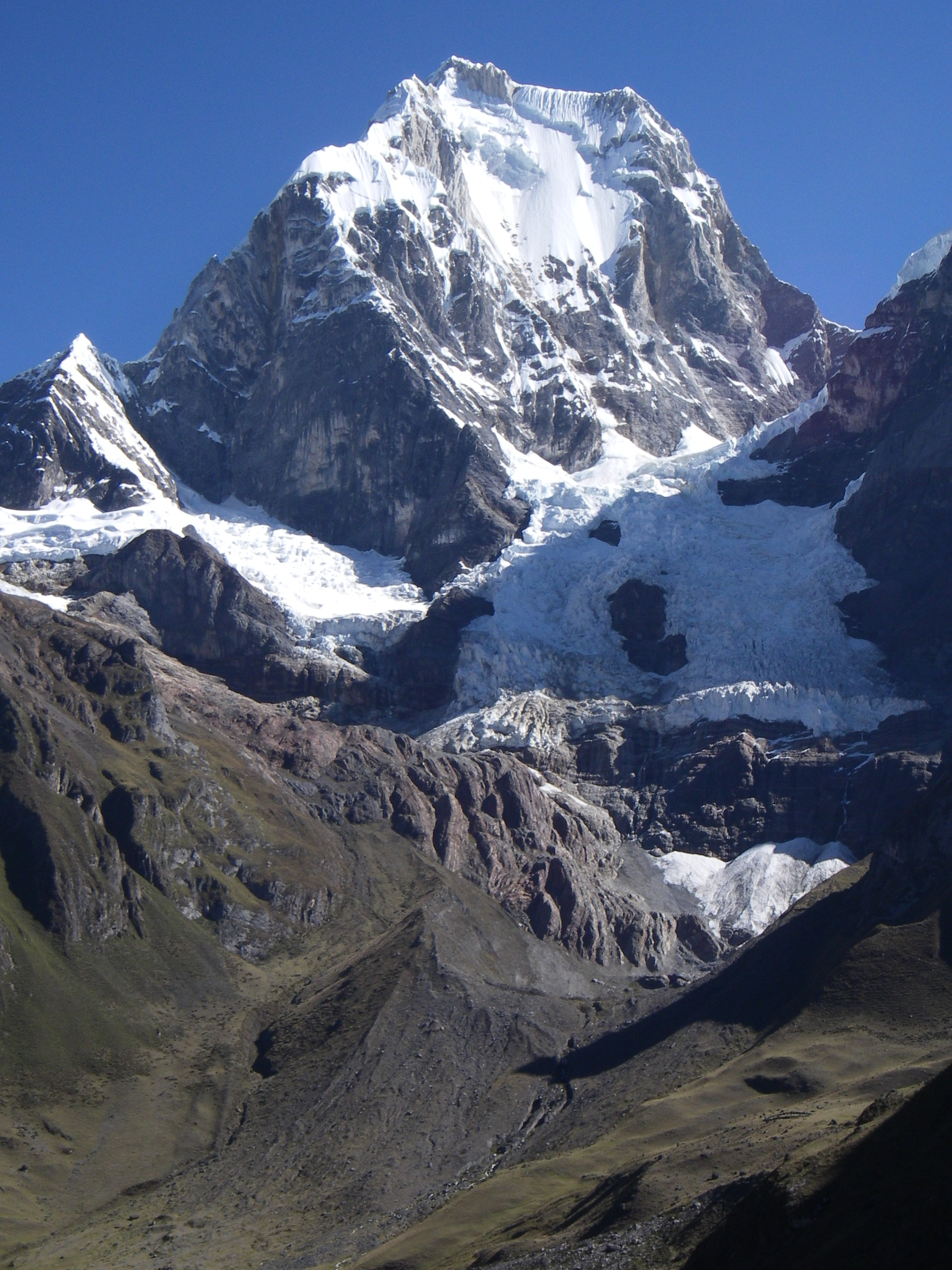
Il ghiacciaio di Yerupajá

La provincia di Lauricocha è una delle 11 province della regione di Huánuco nel Perù.

## Capoluogo e data di fondazione
Il capoluogo è Jesús.
La provincia è stata istituita il 31 maggio 1995.
Sindaco (Alcalde) (2007-2010): Heriberto Hilarión Estrada Muñoz

## Superficie e popolazione
- 1860,13 km²
- 32 626 abitanti (inei2005)

## Province confinanti
Confina a est con la provincia di Huánuco e con la provincia di Ambo; a sud con la regione di Pasco; a nord con la provincia di Dos de Mayo e con la provincia di Yarowilca; a ovest con la regione di Ancash e con la regione di Lima.

## Geografia antropica

### Suddivisioni amministrative
È divisa in 7 distretti:
- Jesús
- Baños
- Jivia
- Queropalca
- Rondos
- San Francisco de Asís
- San Miguel de Cauri

## Festività
- Settimana Santa
- 16 luglio: Madonna del Carmelo
- Signore dei Miracoli